# Dianthus haematocalyx
Dianthus haematocalyx är en nejlikväxtart. Dianthus haematocalyx ingår i släktet nejlikor, och familjen nejlikväxter.

## Underarter
Arten delas in i följande underarter:
- D. h. haematocalyx
- D. h. phitosianus
- D. h. pindicola
- D. h. pruinosus
- D. h. ventricosus

## Bildgalleri

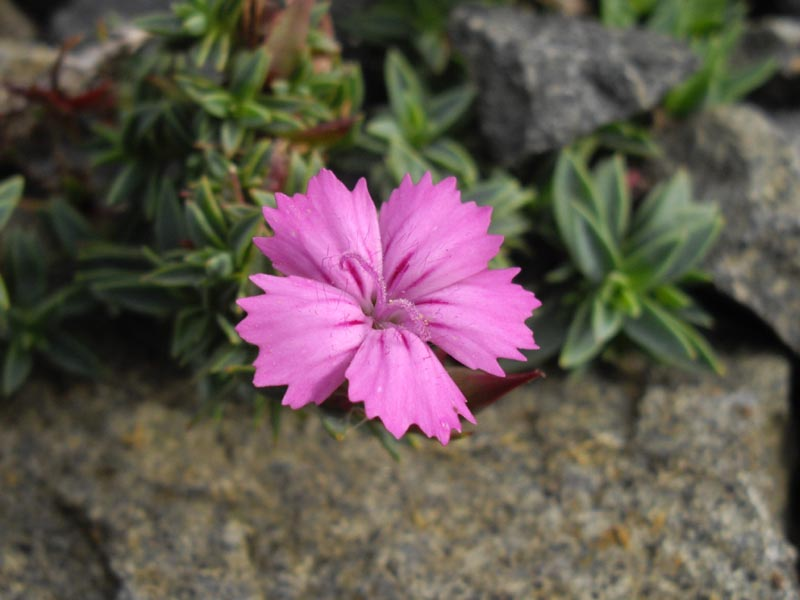
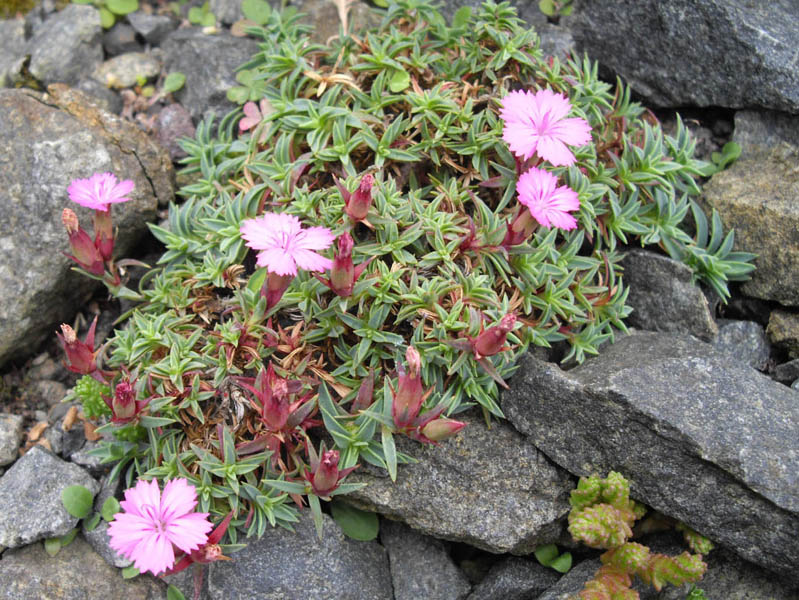
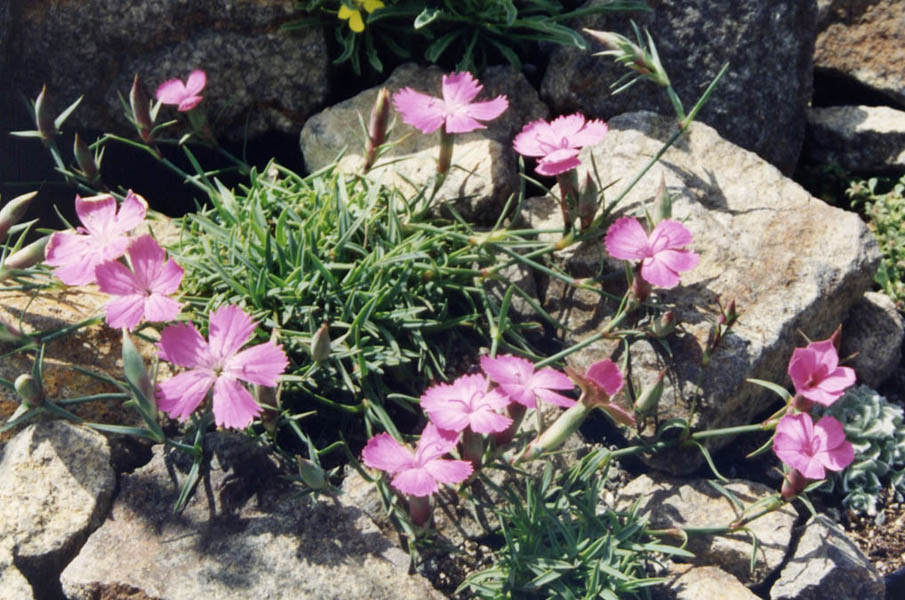